# Procés de Moran
Un procés de Moran o model de Moran és un procés estocàstic simple utilitzat en biologia per descriure poblacions finites. El procés porta el nom de Patrick Moran, qui va proposar el model per primera vegada el 1958. Es pot utilitzar per modelar processos que augmenten la varietat, com ara la mutació, així com els efectes de reducció de la varietat com la deriva genètica i la selecció natural. El procés pot descriure la dinàmica probabilística en una població finita de mida constant N en la qual dos al·lels A i B competeixen per la dominància. Els dos al·lels es consideren veritables replicadors (és a dir, entitats que fan còpies d'ells mateixos).
En cada pas de temps s'escull un individu aleatori (que és del tipus A o B) per a la reproducció i s'escull un individu aleatori per a la mort; assegurant així que la mida de la població es mantingui constant. Per a la selecció de models, un tipus ha de tenir una forma física més alta i, per tant, és més probable que s'esculli per a la reproducció. El mateix individu pot ser escollit per a la mort i per a la reproducció en el mateix pas.

## Deriva neutral
La deriva neutra és la idea que una mutació neutra es pot estendre per tota una població, de manera que finalment es perd l'al·lel original. Una mutació neutra no aporta cap avantatge o desavantatge de forma física al seu portador. El cas simple del procés de Moran pot descriure aquest fenomen.
El procés de Moran es defineix a l'espai d'estats i = 0, ..., N i = 0, ..., N que compten el nombre d'individus A. Com que el nombre d'individus A pot canviar com a màxim en un a cada pas de temps, només existeix una transició entre l'estat i i l'estat i − 1, i i i + 1. Així, la matriu de transició del procés estocàstic té una forma tri-diagonal i les probabilitats de transició ho són
{\displaystyle {\begin{aligned}P_{i,i-1}&={\frac {N-i}{N}}{\frac {i}{N}}\\P_{i,i}&=1-P_{i,i-1}-P_{i,i+1}\\P_{i,i+1}&={\frac {i}{N}}{\frac {N-i}{N}}\\\end{aligned}}}
L'entrada {\displaystyle P_{i,j}} denota la probabilitat de passar de l'estat i a l'estat j. Per entendre les fórmules de les probabilitats de transició s'ha de mirar la definició del procés que estableix que sempre s'escull un individu per a la reproducció i un per a la mort. Un cop desapareguts els individus A, no es reintroduiran mai a la població, ja que el procés no modela mutacions (A no es pot reintroduir a la població un cop s'ha extingit i viceversa ) i per tant {\displaystyle P_{0,0}=1}. Per la mateixa raó, la població dels individus A es mantindrà sempre N un cop hagin arribat a aquest nombre i s'hagin fet càrrec de la població i, per tant, {\displaystyle P_{N,N}=1}. Els estats 0 i N s'anomenen absorbents mentre que els estats 1, ..., N − 1 1, ..., N − 1 s'anomenen transitoris. Les probabilitats de transició intermèdia es poden explicar considerant que el primer terme és la probabilitat d'escollir l'individu l'abundància del qual augmentarà en un i el segon terme la probabilitat d'escollir l'altre tipus per a la mort. Òbviament, si s'escull el mateix tipus per a la reproducció i per a la mort, aleshores l'abundància d'un tipus no canvia.
Finalment, la població arribarà a un dels estats absorbents i després s'hi quedarà per sempre. En els estats transitoris, es produiran fluctuacions aleatòries, però finalment la població d'A s'extingirà o arribarà a la fixació. Aquesta és una de les diferències més importants dels processos deterministes que no poden modelar esdeveniments aleatoris. El valor esperat i la variància del nombre d'individus A X(t) al punt temporal t es poden calcular quan es dóna un estat inicial X(0) = i :
{\displaystyle {\begin{aligned}\operatorname {E} [X(t)\mid X(0)=i]&=i\\\operatorname {Var} (X(t)\mid X(0)=i)&={\tfrac {2i}{N}}\left(1-{\tfrac {i}{N}}\right){\frac {1-\left(1-{\frac {2}{N^{2}}}\right)^{t}}{\frac {2}{N^{2}}}}\end{aligned}}}
La probabilitat que A arribi a la fixació s'anomena probabilitat de fixació. Per al procés de Moran simple aquesta probabilitat és xi = iN.
Com que tots els individus tenen la mateixa condició física, també tenen les mateixes possibilitats de convertir-se en l'avantpassat de tota la població; aquesta probabilitat és ⁠1/N⁠ i, per tant, la suma de totes les probabilitats i (per a tots els individus A) és només ⁠i/N⁠. El temps mitjà fins a l'absorció que comença a l'estat i ve donat per
{\displaystyle k_{i}=N\left[\sum _{j=1}^{i}{\frac {N-i}{N-j}}+\sum _{j=i+1}^{N-1}{\frac {i}{j}}\right]}
Per a N gran l'aproximació
{\displaystyle \lim _{N\to \infty }k_{i}\approx -N^{2}\left[(1-x_{i})\ln(1-x_{i})+x_{i}\ln(x_{i})\right]}